# Fred Zinner
Fred Zinner, född 14 augusti 1903, död 6 januari 1994, var en friidrottare från Belgien. Han deltog vid olympiska sommarspelen 1924 och olympiska sommarspelen 1928.